# Totoche et compagnie
 (juillet 2025).
Pour plus de détails, voir Fiche technique et Distribution.
Totoche et compagnie est un court métrage français réalisé par Robert Fiorat, sorti en 1932.

## Fiche technique
- Titre original : Totoche et compagnie
- Réalisation : Robert Fiorat[1]
- Scénario : Jean Deyrmon
- Pays :  France
- Format : Noir et blanc - Son mono - 1,37:1
- Genre : Comédie

## Distribution
- Maurice Escande
- Yolande Yoldi
- Christiane Delyne
- Jean Fay
- Georges Bever